# Pseudantonina arundinariae
Pseudantonina arundinariae är en insektsart som beskrevs av Mcconnell 1941. Pseudantonina arundinariae ingår i släktet Pseudantonina och familjen ullsköldlöss. Inga underarter finns listade i Catalogue of Life.